# Rio Jequitaí
Rio Jequitaí är ett vattendrag i Brasilien.   Det ligger i delstaten Minas Gerais, i den sydöstra delen av landet, 400 km öster om huvudstaden Brasília.
Omgivningarna runt Rio Jequitaí är huvudsakligen savann. Runt Rio Jequitaí är det mycket glesbefolkat, med 5 invånare per kvadratkilometer.